# Дорте Єнсен
Дорте Єнсен (дан. Dorte Jensen, 20 жовтня 1972) — данська яхтсменка.
Бронзова призерка Олімпійських Ігор 2004 року в класі Інґлінґ.
Чемпіонка світу в матчевих перегонах 1999, 2000, 2001, 2006 років.